# کانتری‌ساید (ایلینوی)
کانتری‌ساید، ایلینوی (به انگلیسی: Countryside, Illinois) یک شهر در ایالات متحده آمریکا با جمعیت ۵٬۸۹۵ نفر است که در ایلی‌نوی واقع شده‌است.